# Episodi di The Andy Griffith Show (settima stagione)
La settima stagione della serie televisiva The Andy Griffith Show è andata in onda negli Stati Uniti dal 12 settembre 1966 al 10 aprile 1967 sulla CBS.
| nº | Titolo originale                    | Prima TV USA      |
| -- | ----------------------------------- | ----------------- |
| 1  | Opie's Girlfriend                   | 12 settembre 1966 |
| 2  | The Lodge                           | 19 settembre 1966 |
| 3  | The Barbershop Quartet              | 26 settembre 1966 |
| 4  | The Ball Game                       | 3 ottobre 1966    |
| 5  | Aunt Bee's Crowning Glory           | 10 ottobre 1966   |
| 6  | The Darling Fortune                 | 17 ottobre 1966   |
| 7  | Mind Over Matter                    | 31 ottobre 1966   |
| 8  | Politics Begin at Home              | 7 novembre 1966   |
| 9  | The Senior Play                     | 14 novembre 1966  |
| 10 | Opie Finds a Baby                   | 21 novembre 1966  |
| 11 | Big Fish in a Small Town            | 28 novembre 1966  |
| 12 | Only a Rose                         | 5 dicembre 1966   |
| 13 | Otis the Deputy                     | 12 dicembre 1966  |
| 14 | Goober Makes History                | 19 dicembre 1966  |
| 15 | A New Doctor in Town                | 26 dicembre 1966  |
| 16 | Don't Miss a Good Bet               | 2 gennaio 1967    |
| 17 | Dinner at Eight                     | 9 gennaio 1967    |
| 18 | A Visit to Barney Fife              | 16 gennaio 1967   |
| 19 | Barney Comes to Mayberry            | 23 gennaio 1967   |
| 20 | Andy's Old Girlfriend               | 30 gennaio 1967   |
| 21 | Aunt Bee's Restaurant               | 6 febbraio 1967   |
| 22 | Floyd's Barbershop                  | 13 febbraio 1967  |
| 23 | The Statue                          | 20 febbraio 1967  |
| 24 | Helen the Authoress                 | 27 febbraio 1967  |
| 25 | Goodbye Dolly                       | 6 marzo 1967      |
| 26 | Opie's Piano Lesson                 | 13 marzo 1967     |
| 27 | Howard the Comedian                 | 20 marzo 1967     |
| 28 | Big Brother                         | 27 marzo 1967     |
| 29 | Opie's Most Unforgettable Character | 3 aprile 1967     |
| 30 | Goober's Contest                    | 10 aprile 1967    |

## Opie's Girlfriend
- Prima televisiva: 12 settembre 1966
- Diretto da: Lee Philips
- Scritto da: Budd Grossman

### Trama
- Guest star: Aneta Corsaut (Helen Crump), John Reilly (Billy), George Lindsey (Goober Pyle), Howard McNear (Floyd Lawson), Mary Ann Durkin (Cynthia)

## The Lodge
- Prima televisiva: 19 settembre 1966
- Diretto da: Lee Philips
- Scritto da: Arnold Margolin, Jim Parker

### Trama
- Guest star: Burt Mustin (Jud Fletcher), Ralph Rose (Clete), Jack Dodson (Howard Sprague), George Lindsey (Goober Pyle), Mabel Albertson (Mrs. Sprague), Sam Edwards (Tom Bedlow), George Cisar (Cyrus Tankersley), Howard McNear (Floyd Lawson)

## The Barbershop Quartet
- Prima televisiva: 26 settembre 1966
- Diretto da: Alan Rafkin
- Scritto da: Fred S. Fox

### Trama
- Guest star: Harry Arnie (Kelly), Blackie Hunt (Wally), Jack Dodson (Howard Sprague), Hamilton Camp (Jeff Nelson), Burt Mustin (Jud Fletcher), Sam Edwards (Tom Bedlow), Ken Mayer (sceriffo Blake Wilson), Vernon Rich (Mr. Johnston), Howard McNear (Floyd Lawson)

## The Ball Game
- Prima televisiva: 3 ottobre 1966
- Diretto da: Lee Philips
- Scritto da: Sidney Morse

### Trama
- Guest star: Jack Dodson (Howard Sprague), Aneta Corsaut (Helen Crump), George Lindsey (Goober Pyle), Howard McNear (Floyd Lawson), John Reilly (Billy)

## Aunt Bee's Crowning Glory
- Prima televisiva: 10 ottobre 1966
- Diretto da: Lee Philips
- Scritto da: Ronald Axe

### Trama
- Guest star: Hope Summers (Clara Edwards), Ruth Thom (Maggie Peters), Aneta Corsaut (Helen Crump), Howard McNear (Floyd Lawson), Janet Stewart (Bernice), Carol Veazie (Mrs. Larch), Ian Wolfe (reverendo Leighton)

## The Darling Fortune
- Prima televisiva: 17 ottobre 1966
- Diretto da: Lee Philips
- Scritto da: Jim Parker, Arnold Margolin

### Trama
- Guest star: Maggie Peterson (Charlene Darling), The Dillards (Darling Family), Aneta Corsaut (Helen Crump), Denver Pyle (Briscoe Darling), George Lindsey (Goober Pyle)

## Mind Over Matter
- Prima televisiva: 31 ottobre 1966
- Diretto da: Lee Philips
- Scritto da: Ron Friedman, Pat McCormick

### Trama
- Guest star: Sue Taylor (Woman Driver), George Selk (dottor Bennett), Howard McNear (Floyd Lawson), George Lindsey (Goober Pyle)

## Politics Begin at Home
- Prima televisiva: 7 novembre 1966
- Diretto da: Lee Philips
- Scritto da: Fred S. Fox

### Trama
- Guest star: Ruth Thom (Ella Carson), Hope Summers (Clara Edwards), Howard McNear (Floyd Lawson), Jack Dodson (Howard Sprague), Maxine Semon (Tillie Kincaid), George Lindsey (Goober Pyle)

## The Senior Play
- Prima televisiva: 14 novembre 1966
- Diretto da: Lee Philips
- Scritto da: Sidney Morse

### Trama
- Guest star: Aneta Corsaut (Helen Crump), Cynthia Hull (Estelle), George Lindsey (Goober Pyle), Leon Ames (Mr. Hampton), Mary Jackson (Miss Vogel), Chuck Brummit (Homer), Jack Dodson (Howard Sprague)

## Opie Finds a Baby
- Prima televisiva: 21 novembre 1966
- Diretto da: Lee Philips
- Scritto da: Stan Dreben, Sid Mandel

### Trama
- Guest star: Janie Kelly (Mrs. Garland), Sheldon Collins (Arnold Bailey), Jack Nicholson (Mr. Garland), Aneta Corsaut (Helen Crump), James McCallion (dottor Lou Bailey), George Lindsey (Goober Pyle)

## Big Fish in a Small Town
- Prima televisiva: 28 novembre 1966
- Diretto da: Lee Philips
- Scritto da: Bill Idelson, Sam Bobrick

### Trama
- Guest star: Jack Dodson (Howard Sprague), George Lindsey (Goober Pyle), Sammy Reese (fotografo)

## Only a Rose
- Prima televisiva: 5 dicembre 1966
- Diretto da: Lee Philips
- Scritto da: Arnold Margolin, Jim Parker

### Trama
- Guest star: Ruth Thom (Ella Baskin/Carson), Richard Collier (Mr. Simmons), Howard McNear (Floyd Lawson), Hope Summers (Clara Edwards), John Reilly (Billy), Maxine Semon (Tillie Kincaid)

## Otis the Deputy
- Prima televisiva: 12 dicembre 1966
- Diretto da: Lee Philips
- Scritto da: Jim Parker, Arnold Margolin

### Trama
- Guest star: Joe Turkel (Fred), Charles Dierkop (Larry), Hal Smith (Otis Campbell), Jack Dodson (Howard Sprague)

## Goober Makes History
- Prima televisiva: 19 dicembre 1966
- Diretto da: Lee Philips
- Scritto da: John L. Greene, Paul David

### Trama
- Guest star: Aneta Corsaut (Helen Crump), Vivian Rhodes (Maggie Kohler), George Lindsey (Goober Pyle), Jack Dodson (Howard Sprague), Christine Burke (Edna), Howard McNear (Floyd Lawson), Richard Bull (Bill Lindsay)

## A New Doctor in Town
- Prima televisiva: 26 dicembre 1966
- Diretto da: Lee Philips
- Scritto da: Barry E. Blitzer, Ray Brenner

### Trama
- Guest star: Hope Summers (Clara Edwards), Sari Price (infermiera Oakley), Aneta Corsaut (Helen Crump), William Christopher (dottor Thomas Peterson), Howard McNear (Floyd Lawson)

## Don't Miss a Good Bet
- Prima televisiva: 2 gennaio 1967
- Diretto da: Lee Philips
- Scritto da: Fred S. Fox

### Trama
- Guest star: Roger Perry (George Jones), Dick Ryan (Mr. Wilson), George Lindsey (Goober Pyle), Howard McNear (Floyd Lawson), Aneta Corsaut (Helen Crump)

## Dinner at Eight
- Prima televisiva: 9 gennaio 1967
- Diretto da: Lee Philips
- Scritto da: Budd Grossman

### Trama
- Guest star: Aneta Corsaut (Helen Crump), Emory Parnell (zio Edward), Jack Dodson (Howard Sprague), Mabel Albertson (Mrs. Sprague), George Lindsey (Goober Pyle)

## A Visit to Barney Fife
- Prima televisiva: 16 gennaio 1967
- Diretto da: Lee Philips
- Scritto da: Bill Id

### Trama
- Guest star: Gene Rutherford (Leroy Parker), Robert Ball (Oldfield), Peter Madsen (Jenkins), Betty Kean (Ma Parker), Charles Horvath (Peterson), Richard X. Slattery (capitano Dewhurst), Margaret Teele (Agnes Jean Parker), Luana Anders (Miss Clark), Richard Chambers (Henry Parker)

## Barney Comes to Mayberry
- Prima televisiva: 23 gennaio 1967
- Diretto da: Lee Philips
- Scritto da: Sidney Morse

### Trama
- Guest star: Luana Anders (Miss Clark), Mary Lou Taylor (donna), Diahn Williams (Teena Andrews), Christine Burke (Harriet), Steve Dunne (annunciatore), Chet Stratton (Harold Carson), Patty Regan (Renee), Ollie O'Toole (Man on Train), George Lindsey (Goober Pyle)

## Andy's Old Girlfriend
- Prima televisiva: 30 gennaio 1967
- Diretto da: Lee Philips
- Scritto da: Sidney Morse

### Trama
- Guest star: Aneta Corsaut (Helen Crump), Jack Dodson (Howard Sprague), George Lindsey (Goober Pyle), Joanna McNeil (Alice Harper)

## Aunt Bee's Restaurant
- Prima televisiva: 6 febbraio 1967
- Diretto da: Lee Philips
- Scritto da: Ronald Axe, Les Roberts

### Trama
- Guest star: Keye Luke (Charlie Lee), Ruth Thom (Ella), Jack Dodson (Howard Sprague), Aneta Corsaut (Helen Crump), Lloyd Kino (Jack), Jason Johnson (uomo), George Lindsey (Goober Pyle)

## Floyd's Barbershop
- Prima televisiva: 13 febbraio 1967
- Diretto da: Lee Philips
- Scritto da: Jim Parker, Arnold Margolin

### Trama
- Guest star: William Challee (Checker Player), James O'Rear (Mr. Coefield), Howard McNear (Floyd Lawson), David Ketchum (Harry Walker), George Cisar (Cyrus Tankersley), George Lindsey (Goober Pyle)

## The Statue
- Prima televisiva: 20 febbraio 1967
- Diretto da: Lee Philips
- Scritto da: Fred S. Fox

### Trama
- Guest star: George Cisar (Cyrus Tankersley), Hope Summers (Clara Edwards), Jack Dodson (Howard Sprague), Howard McNear (Floyd Lawson), Richard Collier (Mr. Simmons), Dal McKennon (Brian Jackson), George Lindsey (Goober Pyle)

## Helen the Authoress
- Prima televisiva: 27 febbraio 1967
- Diretto da: Lee Philips
- Scritto da: Douglas Tibbles

### Trama
- Guest star: Aneta Corsaut (Helen Crump), Keith Andes (Roger Bryant), Howard McNear (Floyd Lawson), George Lindsey (Goober Pyle), Tom Palmer (Harold Mosby), Laurie Main (Robling Flask), Elaine Joyce (Mavis Neff), Katherine Victor (Miss Fain), Diane Deininger (donna), Jack Dodson (Howard Sprague)

## Goodbye Dolly
- Prima televisiva: 6 marzo 1967
- Diretto da: Lee Philips
- Scritto da: Seaman Jacobs, Michael Morris

### Trama
- Guest star: Tom Tully (Walt Simpson), Charles P. Thompson (dottor Roberts), Jack Dodson (Howard Sprague), Sheldon Collins (Arnold Bailey), George Lindsey (Goober Pyle)

## Opie's Piano Lesson
- Prima televisiva: 13 marzo 1967
- Diretto da: Lee Philips
- Scritto da: Pauline Townsend, Leo Townsend

### Trama
- Guest star: Kirk Travis (Joey), Sheldon Collins (Arnold Bailey), Hope Summers (Clara Edwards), Chuck Campbell (ragazzo), Maudie Prickett (Mrs. Larch), Richard Bull (Mr. Jackson), Johnny Jensen (Tim), Rockne Tarkington (Flip Conroy)

## Howard the Comedian
- Prima televisiva: 20 marzo 1967
- Diretto da: Lee Philips
- Scritto da: Seaman Jacobs, Michael Morris

### Trama
- Guest star: Dick Haynes (colonnello Tim), Hope Summers (Clara Edwards), Jack Dodson (Howard Sprague), Howard McNear (Floyd Lawson), Dick Curtis (Bill Hollenbeck), Tol Avery (conducente), George Lindsey (Goober Pyle)

## Big Brother
- Prima televisiva: 27 marzo 1967
- Diretto da: Lee Philips
- Scritto da: Fred S. Fox

### Trama
- Guest star: Jack Dodson (Howard Sprague), Scott Lane (Tommy Parker), George Lindsey (Goober Pyle), Howard McNear (Floyd Lawson), Peter Hobbs (Mr. Tracy), Elizabeth McRae (Betty Parker)

## Opie's Most Unforgettable Character
- Prima televisiva: 3 aprile 1967
- Diretto da: Lee Philips
- Scritto da: Seaman Jacobs, Michael Morris

### Trama
- Guest star: Sheldon Collins (Arnold Bailey), Joy Ellison (Betsy), Jack Dodson (Howard Sprague), Aneta Corsaut (Helen Crump), George Lindsey (Goober Pyle)

## Goober's Contest
- Prima televisiva: 10 aprile 1967
- Diretto da: Lee Philips
- Scritto da: Pat McCormick, Ron Friedman

### Trama
- Guest star: Edgar Hess (Motorist), Owen Bush (Mr. Hammond), Howard McNear (Floyd Lawson), Rob Reiner (Joe), George Lindsey (Goober Pyle)